# Accountability
Accountability – z uwagi na brak odpowiednika słowa accountability w języku polskim, oddającego złożoność jego znaczenia, w rozważaniach naukowych posługuje się jego anglojęzycznym określeniem w znaczeniu koncepcji odpowiedzialności, rozliczalności i rozrachunku z działań i ich wpływu na otoczenie.

## Podstawowe znaczenieaccountabilityw przedsiębiorstwie
Koncepcja accountability oznacza zasadniczo obowiązek rozliczania się z otoczeniem z tytułu odpowiedzialności za rezultaty wpływu na to otoczenie. Koncepcja accountability oznacza stosunkowo prostą relację, w której stosunek rozliczalności istnieje pomiędzy podlegającym rozrachunkowi (aktor lub accountor) i tym, który jest odpowiedzialny przed prowadzącym rozrachunek (accountability forum lub accountee). Jednak relacja ta może zawierać wiele zmiennych determinujących funkcje tych stron relacji, wyznaczanych na podstawie formalnej lub nieformalnej umowy określającej różne ich prawa i obowiązki.

## Ewolucja koncepcjiaccountabilityw przedsiębiorstwie
Zakres accountability jako rozliczalności przedsiębiorstw ewoluuje wraz ze zmianami warunków prowadzenia działalności gospodarczej. W ostatnich latach na oczekiwania zgłaszane przez interesariuszy do rozrachunku przedsiębiorstwa wpływa w dużej mierze koncepcja zrównoważonego rozwoju, wymagająca określenia dokonań przedsiębiorstw w wymiarze finansowym i niefinansowym, w tym społeczno-środowiskowym.

## Definicjeaccountabilityw piśmiennictwie naukowym
– tabela poniżej za
| Definicja | Publikacja                  |
| --- | --------------------------- |
| zdolność i obowiązek wyjaśniania i uzasadniania zdarzeń i działań, obowiązek dokonania rachunku | Perks, 1993                 |
| obowiązek przedstawienia rachunku z działań, za które jest się odpowiedzialnym | Gray i in., 1997            |
| odpowiedzialność: - zewnętrzna (external accountability) – proces subiektywnej lub obiektywnej oceny ponoszenia konsekwencji i ich rozliczania, obejmujący w szczególności udzielanie odpowiedzi dotyczących nagradzania, sponsorowania, mentoringu, wspierania, doradztwa, szkolenia, kierowania, sankcjonowania lub karania - własna (self-accountability) – odpowiedzialność za siebie, obejmująca samoocenę zachowania i jego konsekwencje oraz wszelkie dobrowolne zmiany zachowania | Bergsteiner i Avery, 2010   |
| własność (cecha) systemu, który umożliwia odkrywanie przyczyn zdarzeń i pomaga zrozumieć, kto lub co jest odpowiedzialne za te zdarzenia | Kacianka i Pretschner, 2018 |
| zjawisko społeczne, ukształtowane i odzwierciedlające wzajemne zależne relacje między polityką, kulturą, normami społecznymi i oczekiwaniami instytucjonalnymi przedsiębiorstwa | Zyznarska-Dworczak, 2019    |

## Accountability a rachunkowość
Jednym z instrumentów accountability w przedsiębiorstwie jest rachunkowość zrównoważona / rachunkowość rozwoju zrównoważonego, która poprzez pomiar wyników dokonań przedsiębiorstwa wspiera rozrachunek z jego odpowiedzialności wobec interesariuszy zewnętrznych i wewnętrznych. Rachunkowość może bowiem integrować różne poziomy accountability poprzez sprzężenie wyników pomiaru ekonomicznego różnych osiągnięć związanych z realizacją zasad rozwoju zrównoważonego.